# Église de la Résurrection (Kostroma)

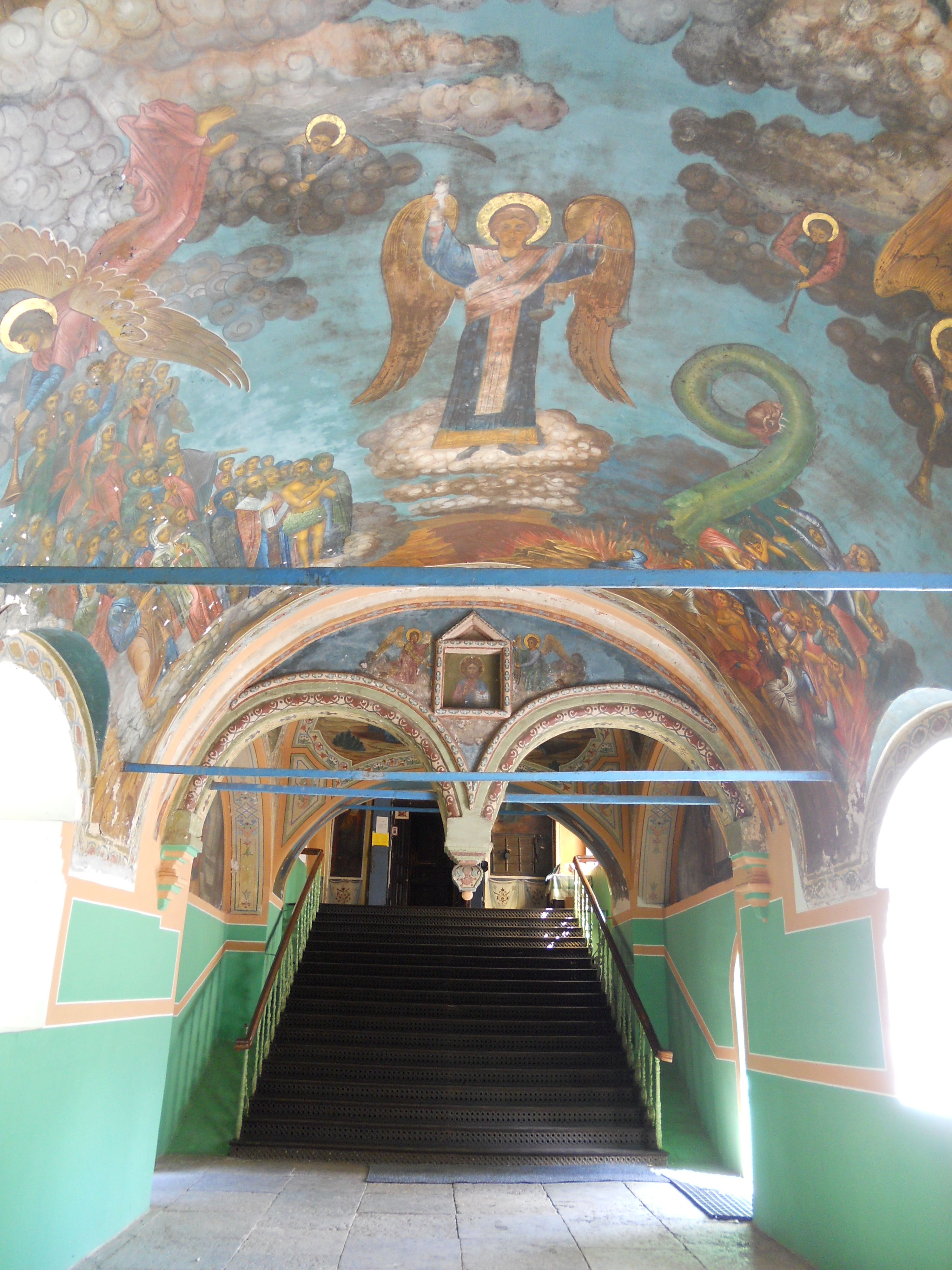
Église de la Résurrection (Kostroma)

Pour les articles homonymes, voir Église de la Résurrection.
L'église de la Résurrection, appelée aussi église de la Résurrection de la Debra (en russe : Церковь Воскресения на Дебре) est un édifice religieux orthodoxe de Kostroma sur la rive de la Volga. Kostroma est la ville la plus septentrionale de l'Anneau d'or, située à 300 km au nord-est de Moscou.

## Histoire
L'église de la Résurrection de la Debra est le seul édifice religieux du XVIIe siècle subsistant dans la ville de Kostroma. Elle fut construite au milieu du XVIIe siècle, vers 1652.
La rue basse-Debra est une des anciennes rues de Kostrоma, qui longe les rives de la Volga. Le nom de la rue renvoie à d'épaisses broussailles de la rivière, un vallon boisé, un fourré. Cette traduction est confirmée par le nom d'une autre ancienne rue proche du nom de « forestière ». Par ailleurs, au XVIIe siècle, un autre nom était donné à la rue : rue de la basse-rive .  
Selon la tradition, la première église de la rue basse-Debra est construite par le prince de Kostroma Vassili Ier de Vladimir (1248-1276). Comme le racontent les fragments de son historiographie, le jeune prince aimait se reposer et chasser dans la forêt le long de la rivière Noire, et pour ne pas devoir amener ses chiens en laisse, il y fait édifier un chenil, y amène ses piqueurs et valets de chiens et y fait construire pour ceux-ci une petite église de la Résurrection. Au XVe siècle un bourg qui s'étendait le long de la Volga pousse ses faubourgs jusqu'à cet endroit. Au XVIIe siècle, dans le quartier de la Debra s'installèrent un grand nombre de maîtres-tanneurs. Au début du XVIIe siècle à cet endroit dénommé basse-Debra, apparaît une église villageoise de la Résurrection avec une abside consacrée à Catherine d'Alexandrie et aussi une église de Côme et Damien.

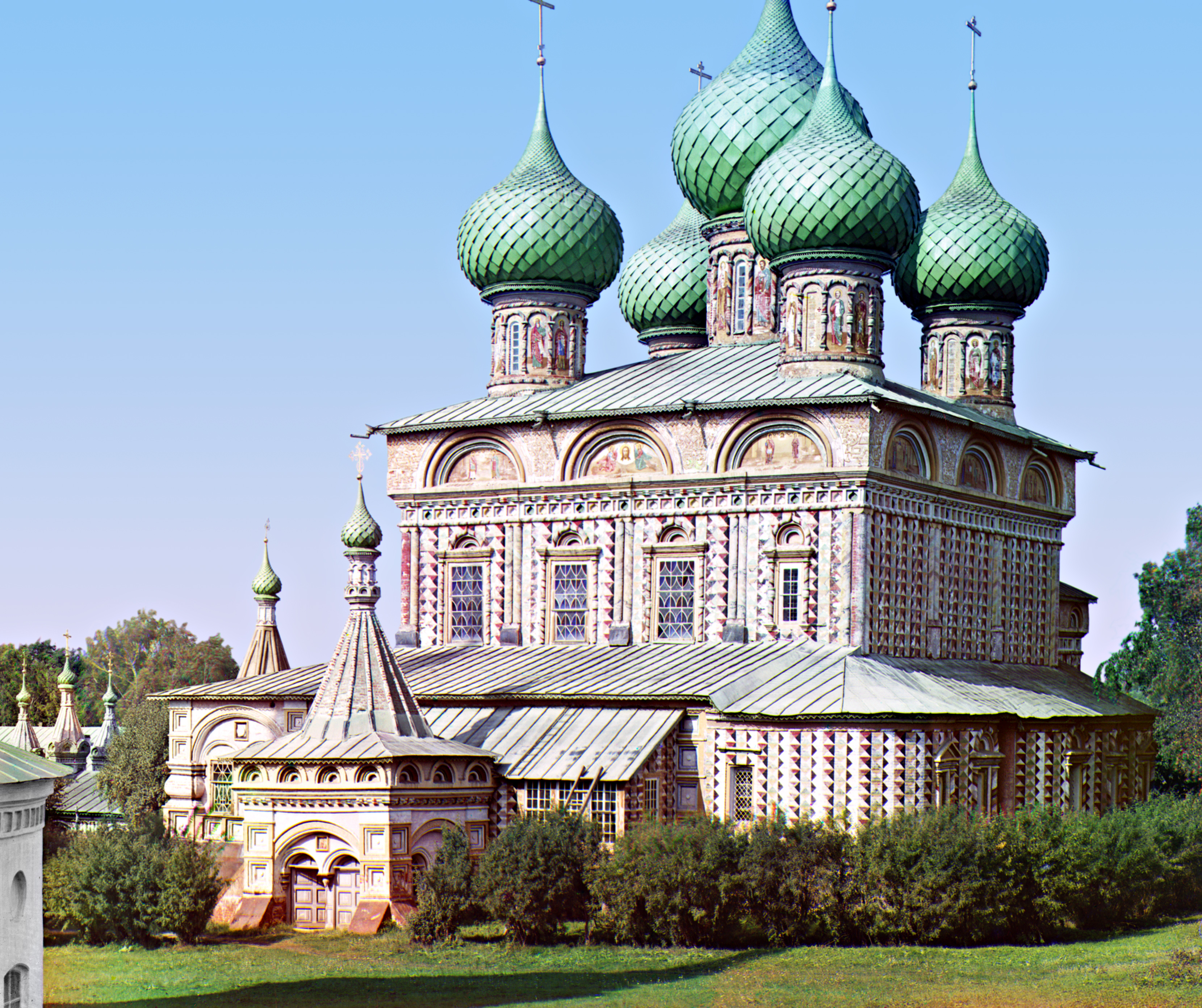
Kostroma: église de la Résurrection en 1910

Comme la population du bourg augmentait, il est décidé de construire à cet endroit une église en pierre. La contribution financière la plus importante pour cette construction est celle d'un riche marchand d'une grande confrérie, Cyril Grigoriev, fils d'Isaac. Selon la tradition, parmi les tonneaux de couleurs qu'il recevait régulièrement d'Angleterre, il en découvre un qui n'était pas rempli de couleur mais de monnaie d'or. Il décide de consacrer cet or à la construction de l'église.
Des maîtres des villes d'Iaroslavl et d'Oustioga-la-grande prirent en charge la construction de l'édifice. Après sa construction il fut encore décoré de peintures intérieures en 1650-1652. Les peintures auraient été réalisées par des maîtres de l'artel de Basile Zapokrovsky. Quant à la fresque des Trois Saints elle aurait été réalisée en 1670 par Goury Nikitine et son artel.
En 1740 les fenêtres de l'église furent transformées, une galerie vitrée fut ajoutée et l'aile ouest reliée par un passage couvert à la Sainte-Porte d'entrée.
À l'origine existait un clocher propre à l'église. Mais en 1801 lors d'une reconstruction de l'église voisine (église de Notre-Dame de Saint-Théodore) et de la création d'un ensemble commun avec l'église de la Résurrection, le clocher fut détruit et un nouveau clocher fut construit, plus proche de l'église voisine.
En 1911-1912 l'église fut restaurée par l'architecte Dimitri Vasilevitch Miléev. En 1913, lors de la commémoration du 300e anniversaire de la Maison des Romanov, le Tsar Nicolas II la visita avec son épouse et sa suite.
Durant la période soviétique, l'église resta en fonction jusqu'en 1930. Elle fut alors fermée, et dans ses murs on construisit un grenier à grain, et dans son sous-sol fut installé un arsenal. En 1946, l'église fut rouverte. D'après les souvenirs des contemporains, dans l'église, il n'y avait plus de planchers, les icônes avaient été enlevées de l'iconostase, les vitres étaient cassées… . À partir de 1964, l'église servit de cathédrale de l'éparchie de Kostroma. C'est dans cette église que fut conservée jusqu'en 1991 une des plus vénérables icônes de Kostroma : celle de l'icône Fiodorovskaïa de la Mère de Dieu provenant de la cathédrale de la Dormition détruite en 1934. Cette icône fut ensuite placée dans l'église Notre-Dame de Saint-Théodore. En 1967-1969, furent également menés des travaux de restauration de l'accès et des Saintes-Portes.
À côté de l'église de la Résurrection de Kostroma fut construit en 1993 le monastère pour femmes de Kostroma.

## Architecture
Le bâtiment de l'église, avec son plan en forme de croix, s'appuie sur quatre piliers couverts de cinq coupoles, recouvrant trois absides. 
L'intérieur est ancien et d'un seul style.
Le volume intérieur est partagé en quatre carrés par des piliers, séparés par des passages entre eux et des arcs en pierres sur neuf parties.
Les «Saintes-Portes» donnent accès du côté ouest de l'église et sont construites en briques avec des parties en pierre blanche, sous forme de deux arcs dont l'un surmonte une grande porte et l'autre une petite donnant sur toute leur longueur sur la chaussée.

## Liens
- Храмовый комплекс: церкви Воскресения на Дебре и Знамения. XVII—XIX вв. / Электронная энциклопедия «Памятники истории и культуры Костромы»Souvenirs historiques de Kostroma
- Официальный сайт Знаменского монастыря Site officiel du monastère pour femmes
- Знаменский монастырь на официальном сайте Костромской епархии
- Церковь Воскресения Христова на Дебре на temples.ruÉglise de la Résurrection
- Знаменский монастырь и храм на russian-church.ruLe monastère et l'église.
- Кильдышев А.В. Фрески церкви Воскресения на Дебре: «История мироздания» и «Апокалипсис» в росписях галерей церкви Воскресения на Дебре в КостромеFresques de l'église de la Résurrection.

## Source
- (ru) Cet article est partiellement ou en totalité issu de l’article de Wikipédia en russe intitulé « Церковь Воскресения Христова на Дебре » (voir la liste des auteurs).